# Батиров, Умарали
Умарали Батиров — советский узбекистанский хозяйственный деятель, Герой Социалистического Труда.

## Биография
Родился в 1898 году в кишлаке Ёрбоши. Член КПСС с 1952 года.
В 1929—1930 — колхозник, в 1930—1944 — бригадир, в 1944—1948 — председатель совета урожайности, в 1948—1950 — звеньевой колхоза имени Дзержинского Андижанского района.
В 1950—1961 — бригадир, звеньевой колхоза «Ленинград» Андижанского района Андижанской области Узбекской ССР.
Указом Президиума Верховного Совета СССР от 18 мая 1949 года присвоено звание Героя Социалистического Труда с вручением ордена Ленина и золотой медали «Серп и Молот».
Умер после 1975 года.

## Награды и звания
- Герой Социалистического Труда (18.05.1949)
- Орден Ленина (18.05.1949)